# Sikorzyce (województwo dolnośląskie)
Sikorzyce – wieś w Polsce położona w województwie dolnośląskim, w powiecie średzkim, w gminie Kostomłoty.
W latach 1975–1998 miejscowość administracyjnie należała do województwa wrocławskiego.

## Zabytki
- zamek - pałac na wodzie, nie istnieje[3].